# Olympische Sommerspiele 2000/Teilnehmer (Südafrika)
| Gelbes Symbol für Goldmedaillen mit stilisierten Olympischen Ringen | Graues Symbol für Silbermedaillen mit stilisierten Olympischen Ringen | Braundes Symbol für Bronzemedaillen mit stilisierten Olympischen Ringen |
| ------------------------------------------------------------------- | --------------------------------------------------------------------- | ----------------------------------------------------------------------- |
| —                                                                   | 2                                                                     | 3                                                                       |

Südafrika nahm an den Olympischen Sommerspielen 2000 in der australischen Metropole Sydney mit 127 Athleten, 38 Frauen und 89 Männer, an 68 Wettbewerben in 17 Sportarten teil.
Seit 1904 war es die fünfzehnte Teilnahme des afrikanischen Staates an Olympischen Sommerspielen. 

## Flaggenträger
Der Leichtathlet Hezekiél Sepeng trug die Flagge Südafrikas während der Eröffnungsfeier im Stadium Australia.

## Medaillengewinner
Mit zwei gewonnenen Silber- und drei Bronzemedaillen belegte das südafrikanische Team Platz 55 im Medaillenspiegel.

### Silber
| Name           | Sportart       | Wettkampf               |
| -------------- | -------------- | ----------------------- |
| Hestrie Cloete | Leichtathletik | Frauen, Hochsprung      |
| Terence Parkin | Schwimmen      | Männer, 200 Meter Brust |

### Bronze
| Name              | Sportart       | Wettkampf                |
| ----------------- | -------------- | ------------------------ |
| Llewellyn Herbert | Leichtathletik | Männer, 400 Meter Hürden |
| Frantz Kruger     | Leichtathletik | Männer, Diskuswurf       |
| Penny Heyns       | Schwimmen      | Frauen, 100 Meter Brust  |

## Teilnehmer nach Sportarten

### Baseball
- Männerturnier
8. Platz

- Kader
Neil Adonis
Clint Alfino
Francisco Alfino
Paul Bell
Vaughn Berriman
Jason Cook
Errol Davis
Nick Dempsey
Ashley Dove
Darryl Gonsalves
Brian Harrell
Richard Harrell
Tim Harrell
Ian Holness
Kevin Johnson
Willem Kemp
Morne MacKay
Liall Mauritz
Carl Michaels
Glen Morris
Russell van Niekerk
Alan Philipps
Simon de la Rey
Darryn Smith

### Bogenschießen
- Jill Börresen
Frauen, Einzel: 56. Platz

- Kirstin Lewis
Frauen, Einzel: 32. Platz

### Boxen
- Jeffrey Mathebula
Männer, Federgewicht: 9. Platz

- Phumzile Matyhila
Männer, Halbfliegengewicht: 9. Platz

- Danie Venter
Männer, Halbschwergewicht: 9. Platz

### Fußball
- Männerturnier
Vorrunde

- Kader
Tor
1 Emille Baron
18 Brian Baloyi
22 Rowen Fernandez (Reserve)
Abwehr
2 Fabian McCarthy
3 David Kannemeyer
4 Nkhiphitheni Matombo
5 Matthew Booth
14 Aaron Mokoena
Mittelfeld
6 Quinton Fortune
7 Stanton Fredericks
10 Steve Lekoelea
11 Jabu Pule
12 Dumisa Ngobe
13 Abram Nteo
16 Delron Buckley
20 Mzunani Mgwigwi (Reserve)
21 Patrick Mbuthu (Reserve)
Sturm
8 Daniel Matsau
9 Toni Nhleko
15 Siyabonga Nomvethe
17 Benni McCarthy
19 Lebohang Kukane (Reserve)

- Trainer
Ephraim Mashaba

### Hockey
- Frauenturnier
10. Platz

- Kader
Marilyn Agliotti
Kerry Bee
Caryn Bentley
Lindsey Carlisle
Pietie Coetzee
Alison Dare
Jacqui Geyser
Anli Kotze
Michele MacNaughton
Luntu Ntloko
Karen Roberts
Karen Symons
Paola Vidulich
Susan Wessels-Webber
Inke van Wyk
Carina van Zijl

### Judo
- Tania Tallie
Frauen, Ultraleichtgewicht: 1. Runde

### Kanu
- Alan van Coller
Männer, Einer-Kajak, 500 Meter: 8. Platz
Männer, Einer-Kajak, 1000 Meter: Halbfinale

- Ruth Nortje
Frauen, Einer-Kajak, 500 Meter: 7. Platz

### Leichtathletik
- Johan Botha
Männer, 800 Meter: Halbfinale

- Werner Botha
Männer, 800 Meter: Halbfinale
Männer, 4 × 400 Meter: Halbfinale (nur in den Vorläufen eingesetzt)

- Shaun Bownes
Männer, 110 Meter Hürden: Halbfinale

- Okkert Brits
Männer, Stabhochsprung: 7. Platz

- Elmarie Gerryts
Frauen, Stabhochsprung: kein gültiger Versuch im Finale

- Llewellyn Herbert
Männer, 400 Meter Hürden: Bronze 
Männer, 4 × 400 Meter: Halbfinale

- Frantz Kruger
Männer, Diskuswurf: Bronze

- Burger Lambrechts
Männer, Kugelstoßen: 14. Platz in der Qualifikation

- Arnaud Malherbe
Männer, 400 Meter: Viertelfinale
Männer, 4 × 400 Meter: Halbfinale

- Johannes Maremane
Männer, Marathon: 43. Platz

- Elana Meyer
Frauen, 10.000 Meter: 8. Platz

- Hendrik Mokganyetsi
Männer, 400 Meter: 6. Platz
Männer, 4 × 400 Meter: Halbfinale (nur in den Vorläufen eingesetzt)

- Alwyn Myburgh
Männer, 400 Meter: Halbfinale
Männer, 4 × 400 Meter: Halbfinale

- Frits Potgieter
Männer, Diskuswurf: 18. Platz in der Qualifikation

- Karel Potgieter
Männer, Kugelstoßen: 22. Platz in der Qualifikation

- Mathew Quinn
Männer, 100 Meter: Viertelfinale

- Hendrick Ramaala
Männer, Marathon: 12. Platz

- Colleen de Reuck
Frauen, Marathon: 31. Platz

- Janus Robberts
Männer, Kugelstoßen: 7. Platz

- Hezekiél Sepeng
Männer, 800 Meter: 4. Platz
Männer, 4 × 400 Meter: Halbfinale

- Heide Seyerling
Frauen, 400 Meter: 6. Platz

- Hestrie Storbeck-Cloete
Frauen, Hochsprung: Silber

- Josia Thugwane
Männer, Marathon: 20. Platz

### Moderner Fünfkampf
- Karina Gerber
Frauen, Einzel: 18. Platz

### Radsport
- Garen Bloch
Männer, 1000 Meter Zeitfahren: 8. Platz

- David George
Männer, Straßenrennen: 85. Platz

- Erica Green
Frauen, Mountainbike, Cross-Country: 25. Platz

- Robert Hunter
Männer, Straßenrennen: DNF

### Ringen
- Jannie du Toit
Männer, Mittelgewicht, Freistil: 14. Platz

### Rudern
- Donovan Cech & Ramon di Clemente
Männer, Zweier ohne Steuermann: 6. Platz

- Mike Hasselbach, Ross Hawkins, Mark Rowand & Roger Tobler
Männer, Leichtgewichts-Vierer: 5. Platz

- Helen Fleming & Colleen Orsmond
Frauen, Zweier ohne Steuerfrau: 5. Platz

### Schießen
- Corne Basson
Männer, Kleinkaliber, Dreistellungskampf: 44. Platz
Männer, Kleinkaliber, liegend: 47. Platz

- Jaco Henn
Männer, Kleinkaliber, Dreistellungskampf: 36. Platz
Männer, Kleinkaliber, liegend: 44. Platz

- Frans Swart
Männer, Trap: 23. Platz

### Schwimmen
- Brendon Dedekind
Männer, 50 Meter Freistil: 9. Platz
Männer, 4 × 100 Meter Freistil: 11. Platz

- Nick Folker
Männer, 4 × 100 Meter Freistil: 11. Platz
Männer, 4 × 100 Meter Lagen: 13. Platz

- Penny Heyns
Frauen, 100 Meter Brust: Bronze 
Frauen, 200 Meter Brust: 20. Platz

- Mandy Loots
Frauen, 100 Meter Schmetterling: 12. Platz
Frauen, 200 Meter Schmetterling: 12. Platz
Frauen, 4 × 100 Meter Lagen: 5. Platz

- Heleen Muller
Frauen, 50 Meter Freistil: 25. Platz
Frauen, 100 Meter Freistil: 6. Platz
Frauen, 200 Meter Freistil: 9. Platz
Frauen, 4 × 100 Meter Lagen: 5. Platz

- Ryk Neethling
Männer, 400 Meter Freistil: 8. Platz
Männer, 1500 Meter Freistil: 5. Platz

- Terence Parkin
Männer, 4 × 100 Meter Freistil: 11. Platz
Männer, 100 Meter Brust: 28. Platz
Männer, 200 Meter Brust: Silber 
Männer, 200 Meter Lagen: 17. Platz
Männer, 400 Meter Lagen: 5. Platz

- Brett Petersen
Männer, 100 Meter Brust: 7. Platz
Männer, 4 × 100 Meter Lagen: 13. Platz

- Renate du Plessis
Frauen, 100 Meter Schmetterling: 28. Platz

- Sarah Poewe
Frauen, 100 Meter Brust: 4. Platz
Frauen, 200 Meter Brust: 6. Platz
Frauen, 4 × 100 Meter Lagen: 5. Platz

- Roland Schoeman
Männer, 50 Meter Freistil: 11. Platz
Männer, 100 Meter Freistil: 15. Platz
Männer, 4 × 100 Meter Freistil: 11. Platz

- Simon Thirsk
Männer, 100 Meter Rücken: 30. Platz
Männer, 4 × 100 Meter Lagen: 13. Platz

- Theo Verster
Männer, 100 Meter Schmetterling: 18. Platz
Männer, 200 Meter Schmetterling: 26. Platz
Männer, 200 Meter Lagen: 20. Platz
Männer, 4 × 100 Meter Lagen: 13. Platz

- Charlene Wittstock
Frauen, 100 Meter Rücken: 17. Platz
Frauen, 200 Meter Rücken: 14. Platz
Frauen, 4 × 100 Meter Lagen: 5. Platz

### Segeln
- Ian Ainslie
Männer, Finn-Dinghy: 14. Platz

- Gareth Blanckenberg
Laser: 9. Platz

### Tennis
- David Adams
Männer, Doppel: 4. Platz

- Amanda Coetzer
Frauen, Einzel: 5. Platz
Frauen: Doppel: 17. Platz

- Wayne Ferreira
Männer, Einzel: 33. Platz

- Liezel Huber
Frauen: Doppel: 17. Platz

- John-Laffnie de Jager
Männer, Doppel: 4. Platz

### Triathlon
- Lizel Moore
Frauen, Einzel: 30. Platz

- Conrad Stoltz
Männer, Einzel: 20. Platz